# Історичний музей «Євреї Єлисаветграда»
Історичний музей «Євреї Єлисаветграда» — музей, присвячений життю Єлизаветградських євреїв, розташований у місті Кропивницькому.

## Загальні дані
Музейний заклад розташований у будівлі Великої хоральної синагоги у середмісті Кропивницького за адресою:
вул. Віктора Чміленка, буд. 90, м. Кропивницький-25006 (Україна).
Музей «Євреї Єлисаветграда» можна відвідати щодня, крім понеділка і суботи, з 10.00 до 15.00.

## Експозиція музею
150 років тому в центрі міста Єлисаветграда (нині — Кропивницький) на кошти громади була побудована головна синагога — центр суспільного і релігійного життя місцевих євреїв.
Після революції синагога була відібрана у громади і розграбована. Протягом багатьох десятиліть євреї були відірвані від своїх джерел, позбавлені можливості розвивати свою національну культуру. Йшов процес асиміляції. В останні роки громада активно відроджується. Зараз у ній нараховується 5300 чоловік. Процес повернення до джерел, осмислення історії і ролі євреїв у суспільстві привели до ідеї створення цього музею.
Перша частина експозиції охоплює період від перших єврейських поселень до революції 1917 року. Євреї на території нашого краю з'явилися ще в часи Хазарського ханства (700—1016 р. н. е.). Хазари були тюркським народом, що сповідав юдаїзм.
Єлисаветград знаходився в межах сумно відомої «черты оседлости». Заселення міста євреями йшло настільки інтенсивно, що через 100 років після заснування Єлисаветграда тут жили: християни — 4750 чіл., євреї — 2323 чіл. А на рубежі XIX—XX ст. єврейське населення міста становило до 50%.
Різні сторони життя єврейської громади розкривають тематичні стенди: «Добродійність», «Релігійне життя», «Медицина», «Єврейська освіта», «Культурне життя», «Промисловість».
Власниками великих заводів, млинів, магазинів були євреї. На засоби єврейського підприємця Бродського у Єлисаветграді була побудована одна з перших в Україні трамвайних ліній. Євреями були засновані лікарні й аптеки. Лікарі в місті також здебільшого були євреї, у їхньому числі Вайсенберг, відомий як учений-антрополог. Євреї зробили великий внесок у розвиток культури Єлисаветграда. Багатьом відомі імена композитора Ю.Мейтуса, художника А.Нюренберга, поета і куплетиста Дона Амінадо (Шполянского) та ін.
Окремі стенди розповідають про єврейські погроми в місті. Перший з них відбувся з ініціативи влади на свято Песах у 1881 р. Криваві погроми повторилися в 1905, 1907, 1919 р. Безліч євреїв були убиті і покалічені, сотні будинків і магазинів спалені. Однак жоден погромник не був затриманий, ніхто не поніс покарання за убивства і грабежі.
Наступна частина експозиції починається зі стенда «Євреї Єлисаветграда в революційному русі». Жорстокий гніт царату, «черта оседлости» породжували протест у єврейському середовищі. Не випадково настільки високим був відсоток євреїв, що стали активними учасниками народовольчих та робочих кружків, членами РСДРП. Наш край був батьківщиною двох діячів революційного руху, імена яких придбали трагічну популярність — Л.Троцького та Г.Зинов'єва.
Про чорні роки сталінського терору нагадує стенд за назвою «Сваволя тоталітарного режиму». Документи і матеріали експозиції — це голоси мертвих, що наповнені жахом, і тих деяких живих свідків, що вцілили за колючим дротом.
Спеціальний стенд присвячений участі євреїв міста у Німецько-радянській війні. 5 героїв Радянського Союзу — уродженці нашої області. 1240 євреїв з нашого міста загинули на фронті.
Не можна залишитися байдужим у стенда, що розповідає про жахи фашистського геноциду в Кропивницькому та області. У 1941-44 р. фашистами і їхніми пособниками було знищено 22745 євреїв (з 35000). Цю криваву статистику розкривають фотографії, документи, копії допитів місцевих поліцаїв.
Про «Щоденник» Анни Франк знає увесь світ. У музеї експонується не менш приголомшливий щоденник Йосипа Бутовецького — 15-літнього підлітка, якого довгий час ховав місцевий житель. Йосип пізніше загинув при спробі перейти лінію фронту.
От на стенді старий молитовник. Його підібрала на місці розстрілу випадково уціліла дівчинка, коли фашисти убили її дідуся. Ця дитина вижила у військовому лихолітті. І тепер жінка похилого віку, член нашої громади, подарувала музею дорогу для неї книгу.
Останній стенд називається «жертви обвинувачують». Деякі члени нашої громади, що пережили гетто і концтабори, розповідають про ті страшні роки.
Експозиція музею постійно поповнюється новими документами, фотографіями, експонатами. У цій роботі бере активну участь молодь, об'єднана в історико-краєзнавчий кружок. Так відтворюється і зміцнюється зв'язок поколінь — необхідна умова життя єврейської громади.
Музей викликає чималий інтерес серед жителів міста і його гостей. Про це свідчать численні записи в книзі відгуків. Побачене тут нікого не залишає байдужим. Робота над експозицією музею продовжується.